# Staatliche Münzen Baden-Württemberg
Die Staatlichen Münzen Baden-Württemberg sind ein Betrieb des Landes Baden-Württemberg und bilden den größten Münzprägebetrieb in Deutschland. Hier werden 38 % der Umlaufmünzen und 40 % der Sammlermünzen hergestellt. Außerdem werden hier seit 2013 die lettischen Euromünzen hergestellt.
Unter diesem Namen firmieren die beiden Münzstätten in Karlsruhe und Stuttgart, die sich 1998 zu einem Betrieb zusammengeschlossen haben.
Trotz des Zusammenschlusses haben sich die Prägestätten die unterschiedlichen Münzzeichen  mit den Buchstaben „G“ (für die Staatliche Münze Karlsruhe) und „F“ (für die Staatliche Münze Stuttgart) erhalten.